# Bandera de Puiggròs
La bandera oficial de Puiggròs té la descripció següent:
Bandera apaïsada de proporcions dos d'alt per tres de llarg, bicolor horitzontal verda i groga, amb el sextifoli blanc de l'escut de diàmetre 1/4 de la llargària del drap, centrat a la meitat superior, i tres estrelles de sis puntes blau clares, de diàmetre 1/6 de la llargària del drap, centrades respectivament, en els tres terços verticals de la meitat inferior.

## Història
Es va aprovar el 2 d'abril del 1998 va publicar al DOGC núm. 2626 el 24 d'abril del mateix any. Està basada en l'escut heràldic de la localitat.